# Gieren van de Nieuwe Wereld
De gieren van de Nieuwe Wereld (Cathartidae) (ook wel Amerikaanse gieren genoemd) is een familie van vogels uit de orde van de Accipitriformes. De Amerikaanse gieren zijn de belangrijkste aaseters in de Amerikas.
De gieren van de Oude Wereld worden doorgaans tot een andere familie binnen de Accipitriformes, die der havikachtigen, gerekend.

## Kenmerken
Gieren van de Nieuwe Wereld zijn circa 60-85 cm groot en hebben brede vleugels, zwartbruine of grijsbruine veren en een veerloze kop en hals. Door dit laatste kenmerk wordt het verenkleed niet vies, wanneer ze met hun kop diep in een kadaver gaan. Andere opvallende kenmerken zijn de open neusgaten, de rechte, korte klauwen en de gewoonte de poten ter verkoeling met eigen ontlasting te besproeien. In bosgebieden werken verschillende gierensoorten vaak samen om aan voedsel te komen.

## Leefwijze
De soorten van het geslacht Cathartes (kalkoen- en geelkopgieren) behoren tot de weinige vogelsoorten met een goed ontwikkeld reukvermogen. Hiermee kunnen ze, zwevend boven de boomkruinen van het regenwoud, rottende karkassen vinden die onzichtbaar onder het bladerdak liggen. Andere gierensoorten hebben een minder goed reukvermogen en zij vinden hun voedsel door bijvoorbeeld kalkoengieren goed in de gaten te houden. Wanneer de kalkoengieren naar beneden gaan, volgen de andere soorten. Kalkoengieren zijn echter niet in staat om grotere en taaiere karkassen open te scheuren en hiervoor hebben ze de krachtigere koningsgieren nodig. Op deze manier kunnen ook de kalkoengieren gemakkelijk bij het vlees, waardoor deze wisselwerking beide soorten voordeel biedt. Gieren komen vooral af op verse kadavers. Ze zijn echter wel degelijk in staat oud, rottend vlees te eten doordat deze vogels ongevoelig zijn voor de bacteriële toxines die bij de ontbinding ontstaan.

## Verspreiding en leefgebied
De kalkoengier, de geelkopgier, de zwarte gier en de koningsgier leven in de tropische streken van Latijns-Amerika, waar ze de belangrijke aaseters zijn. De eerste twee soorten komen overigens ook voor in de VS. In Noord-Amerika leeft verder nog de Californische condor, die in het wild vrijwel is uitgestorven. Zijn tegenhanger in het Andes-gebergte is de andescondor.

## Taxonomie
De families telt vijf geslachten:
- Geslacht Gymnogyps
- Geslacht Sarcoramphus
- Geslacht Vultur
- Geslacht Coragyps
- Geslacht Cathartes

In het vroegere DNA-onderzoek naar de taxonomie van de vogels waren aanwijzingen gevonden dat deze groep eerder aan de ooievaarsvogels dan aan de roofvogels verwant zou zijn. In het moderner werk van Hackett blijkt daar echter niets van. De familie is daarin een zustergroep van de Accipitridae (buizerds, gieren), maar niet de Falconidae. Fylogenetisch onderzoek wijst er op dat rond 14 miljoen jaar geleden de ontwikkelingslijnen van enerzijds de soorten uit de geslachten Gymnogyps, Sarcoramphus en Vultur  (koningsgier en de condors) en anderzijds de geslachten Coragyps,  en Cathartes (zwarte gier, kalkoengier en geelkopgieren) zich afsplitsten.
Havikachtigen (Accipitridae) · Gieren van de Nieuwe Wereld (Cathartidae) · Visarenden (Pandionidae) · Secretarisvogels (Sagittariidae) · Teratornithidae (†)